# Merle Oberon
Pour les articles homonymes, voir Merle (homonymie) et Oberon.
Merle Oberon, née Estelle Merle O'Brien Thompson le 19 février 1911 à Bombay et morte le 23 novembre 1979 à Malibu, est une actrice britannique d'origine galloise et indienne. Elle est nommée en 1935 pour l'oscar de la meilleure actrice pour son rôle dans L'Ange des ténèbres de Sidney Franklin.

## Biographie
Estelle Merle O'Brien Thompson est née à Bombay (aujourd’hui Mumbai), en Inde.
Sa mère, Charlotte, était une infirmière anglo-sri-lankaise, et son père, Arthur, un ingénieur ferroviaire britannique. C'est donc une Anglo-Sri Lankaise.
Sa mère avait abandonné une première fille, Constance, qui était la vraie mère de Merle, et juré qu’elle ne serait plus fille-mère. Elle insista donc pour qu’Arthur l’épouse, même s’il n’est pas certain que le mariage ait vraiment eu lieu. En 1914, dans les débuts de la Première Guerre mondiale, alors que Merle est âgée de trois ans, son père meurt d’une pneumonie, sur le front .
La mère et la fille mènent alors pendant quelques années une existence précaire à Bombay.
En 1917, elles déménagent à Calcutta, où Merle devient boursière du collège privé La Martinière. Sans cesse sujette à des moqueries sur ses origines, elle finit par le quitter pour suivre des cours à domicile.

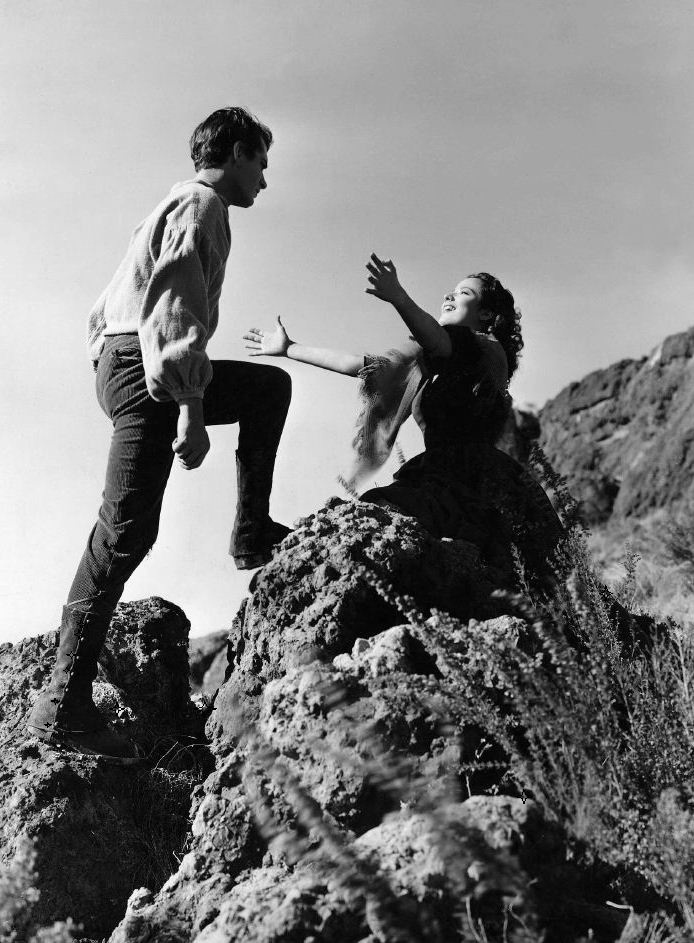
Laurence Olivier et Merle Oberon Les Hauts de Hurlevent (1939)

Elle fait ses débuts sur les planches avec la Calcutta Amateur Dramatic Society. Elle est sous le charme du cinéma, fréquente les boites de nuit et les hommes plus âgés. Elle y fait la rencontre d’un acteur qui lui promet une introduction auprès de Rex Ingram aux Studios de la Victorine. Merle saisit l’occasion et décide de le suivre en France. Mais quand l’homme découvre sa mère et ses origines métisses, il met fin à leur relation. Merle et sa mère effectuent néanmoins le voyage prévu vers la France. Arrivées à Nice, elles découvrent que l’homme a tenu parole, et Merle est présentée à Rex Ingram qui l’emploie comme figurante.
En 1928, elles quittent la France pour l’Angleterre. Merle y est hôtesse de bar et décroche quelques rôles sous le nom de Queenie O'Brien, figurante sur les films de Victor Saville et sur un autre de Korda. Elle retrouve celui-ci pour son deuxième film crédité (Wedding Rehearsal). Elle peut croiser, durant cette période, Roland Young, Leslie Howard, Madeleine Carroll... Sa carrière décolle grâce à sa relation avec Alexander Korda, qu’elle épouse en 1939, et qui lui fait changer de nom.
Son premier grand rôle est celui d’Anne Boleyn dans La Vie privée d'Henry VIII (1933) avec Charles Laughton. En 1934, elle obtient le premier rôle féminin dans Le Mouron rouge avec Leslie Howard, dont elle est l'égale désormais. Elle a pour partenaires les années suivantes Charles Boyer, Douglas Fairbanks, Maurice Chevalier, Laurence Olivier, Rex Harrison, Ralph Richardson... En 1935, elle est nommée aux Oscars pour L'Ange des ténèbres (The Dark Angel). En 1937, un grave accident de voiture fait capoter le film produit par Korda, I, Claudius, dans lequel elle devait tenir le rôle de Messaline. Cet accident lui laisse également des cicatrices à vie, que les maquilleurs auront du mal à camoufler. Selon Princess Merle, la biographie écrite par Charles Higham, le teint de Merle eut également à souffrir de violentes réactions allergiques au maquillage ainsi qu’aux sulfamides.

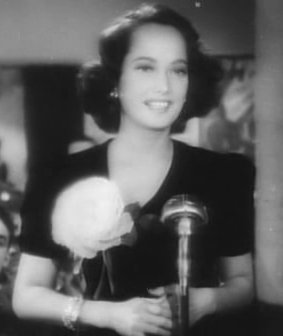
Le Cabaret des étoiles (1943)

Malgré cela, elle joue Cathy dans  Les Hauts de Hurlevent (en 1939, pour lequel elle retrouve William Wyler et Laurence Olivier, en plus de son amant David Niven), George Sand dans La Chanson du souvenir (1945), et l’impératrice Joséphine dans Désirée (1954) aux côtés de Marlon Brando. La star s'illustre également dans Illusions perdues d'Ernst Lubitsch et Jack l'Éventreur de John Brahm. La star a toujours des partenaires parmi les plus prestigieux : Fredric March, Gary Cooper, Joseph Cotten, George Sanders, Claude Rains, Dana Andrews ou Robert Ryan, sous la direction de Julien Duvivier, Edmund Goulding, Jacques Tourneur, André de Toth ou William Dieterle.
En 1945, elle divorce d’Alexander Korda pour épouser le chef opérateur Lucien Ballard, photographe du classique et noir Berlin Express de Jacques Tourneur.
Après 1950, sa carrière devient plus erratique : elle retrouve son compatriote Victor Saville, tourne avec Francisco Rabal en Espagne, et en Amérique Au fond de mon cœur (Deep in My Heart) de Stanley Donen, avec José Ferrer. À partir de 1954 elle se tourne vers la télévision, croisant Buster Keaton, Zasu Pitts, Joan Bennett, Carolyn Jones, le français Jacques Bergerac au fil des épisodes de série, dirigée à l'occasion par Robert Florey ou Lewis Allen. Sur grand écran, elle apparaît encore dans un thriller avec Lex Barker, dans un film de Richard Rush avec Steve Cochran, dans une adaptation d'Arthur Hailey. En 1956-57, elle joue l'hôte de la série Assignment Foreign Legion.
Elle épouse ensuite l’industriel italien Bruno Pagliai (avec qui elle adopte deux enfants), puis l’acteur néerlandais Robert Wolders qui fait carrière dans les séries (et sera ensuite le compagnon d’Audrey Hepburn et Leslie Caron). La star du Mouron rouge et des Hauts de Hurlevent tourne son dernier film (Interval) avec son dernier mari, six ans après sa figuration de luxe dans Hotel de Richard Quine, avant de prendre sa retraite à Malibu (Californie) où elle mourra d’une crise cardiaque à 68 ans.
Elle possède une étoile sur le Hollywood Walk of Fame - au 6274 Hollywood Boulevard.
Marquée par son enfance, Merle Oberon fera, durant toute sa carrière, tout pour cacher ses origines métisses, au point qu’elle fera parfois passer sa mère pour sa bonne. Pour expliquer son teint, elle raconte qu’elle est née et a été élevée en Tasmanie, et que son extrait de naissance et ses certificats de scolarité ont brûlé dans un incendie. Bien qu'elle ait rétabli la vérité quelques mois avant sa mort, certaines personnes en Tasmanie continuent de véhiculer la légende.

## Filmographie
- 1930 : A Warm Corner de Victor Saville : rôle mineur
- 1932 : Maryrose et Rosemary (Wedding Rehearsal) d'Alexander Korda : Miss Hutchinson
- 1932 : Hommes de demain (Men of Tomorrow) de Zoltan Korda et Leontine Sagan : Ysobel d'Aunay
- 1933 : La Vie privée d'Henry VIII (The Private Life of Henry VIII) d'Alexander Korda : Ann Boleyn
- 1934 : The Battle / Thunder in the East de Nicolas Farkas
- 1934 : La Vie privée de Don Juan (The Private Life of Don Juan) d'Alexander Korda : Antonita
- 1934 : The Broken Melody (en) de Bernard Vorhaus  : Germaine Brissard
- 1934 : Le Mouron rouge (The Scarlet Pimpernel) de Harold Young : Lady Marguerite Blakeney
- 1935 : Folies-Bergère de Paris (en) de Roy Del Ruth, mais Natalie Paley remplace Merle Oberon dans la version française : Baronne Genevieve Cassini
- 1935 : L'Ange des ténèbres (The Dark Angel) de Sidney Franklin : Kitty Vane
- 1936 : Ils étaient trois (These three) de William Wyler : Karen Wright
- 1936 : L'Ennemie bien-aimée (Beloved Enemy) de H. C. Potter : Helen Drummond
- 1937 : I, Claudius de Josef von Sternberg : Messalina (film inachevé)
- 1938 : Le Divorce de Lady X  (The Divorce of Lady X)  de Tim Whelan : Leslie Steele
- 1938 : Madame et son cowboy (The Cow-boy and the Lady)  de H. C. Potter : Mary Smith
- 1939 : Les Hauts de Hurlevent (Wuthering Heights) de William Wyler : Cathy
- 1939 : Mademoiselle Crésus (Over the Moon) de Thornton Freeland : Jane Benson
- 1939 : Le lion a des ailes (The Lion Has Wings) d'Adrian Brunel et Brian Desmond Hurst : Mme Richardson
- 1940 : Voyage sans retour ('Til We Meet Again) d'Edmund Goulding : Joan Ames
- 1941 : Illusions perdues (That Uncertain Feeling) d'Ernst Lubitsch : Jill Baker

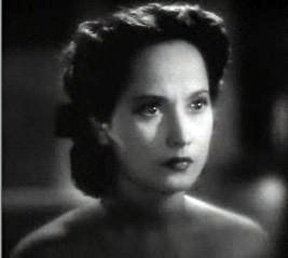
Dans Affectionately Yours (1941)

- 1941 : Ma femme se marie demain (Affectionately Yours) de Lloyd Bacon: Sue Mayberry
- 1941 : Lydia de Julien Duvivier : Lydia MacMillan
- 1943 : Et la vie recommence (Forever and a Day) d'Edmund Goulding : Marjorie Ismay
- 1943 : First Comes Courage de Dorothy Arzner : Nicole Larsen
- 1943 : Le Cabaret des étoiles (Stage Door Canteen) de Frank Borzage : apparition
- 1944 : Jack l'Éventreur (The Lodger) de John Brahm : Kitty Langley
- 1944 : Eaux dormantes (Dark Waters) d'André de Toth : Leslie Calvin
- 1945 : La Chanson du souvenir (A Song to remember) de Charles Vidor : George Sand
- 1945 : Notre cher amour (This Love of Ours) de William Dieterle : Karin Touzac
- 1946 : Night in Paradise d'Arthur Lubin : Delarai
- 1946 : Tentation (en) (Temptation) d'Irving Pichel : Ruby
- 1947 : La Chanson des ténèbres (Night Song) de John Cromwell : Cathy
- 1948 : Berlin Express de Jacques Tourneur : Lucienne
- 1951 : Pardon My French de Bernard Vorhaus : Elizabeth Rockwell
- 1952 : Dans la vie tout s'arrange de Marcel Cravenne : Elizabeth Rockwell
- 1952 : 24 Hours of a Woman's Life de Victor Saville : Linda Venning
- 1954 : Tout est possible à Grenade (Todo es posible en Granada) de José Luis Sáenz de Heredia : Margaret Faulson
- 1954 : Désirée de Henry Koster : l'impératrice Joséphine
- 1954 : Au fond de mon cœur (Deep in My Heart) de Stanley Donen : Dorothy Donnelly
- 1956 : Le Prix de la peur (The Price of Fear) de Abner Biberman : Jessica Warren
- 1963 : Le Jardin de mes amours (Of Love and Desire) de Richard Rush : Katherine Beckmann
- 1967 : Hôtel Saint-Gregory (Hotel) de Richard Quine : la duchesse
- 1973 : Interval de Daniel Mann : Serena Moore

## Voix Françaises
Certaines voix n'ont pas encore été identifiées.
- 1939 : Les Hauts de Hurlevent : Colette Broïdo
- 1945 : La Chanson du souvenir : Madeleine Duhau
- 1954 : Désirée : Lita Recio
- 1954 : Au fond de mon coeur : Jacqueline Porel